# Are You Passionate?
Are You Passionate? — двадцать шестой студийный альбом канадского автора-исполнителя Нила Янга, изданный в 2002 году.

## Об альбоме
Are You Passionate? представляет собой соул-альбом, записаны при участии инструментальной группы южного / мемфисского соула Booker T. and the M.G.'s. Исключения составляют две рок-песни: «Goin' Home», записанная при участии давних коллег Янга Crazy Horse и «Let’s Roll», ответ Нила на террористические акты 11 сентября 2001 года. Are You Passionate? завершает импровизированная джем-песня «She’s a Healer». На задней обложке альбома изображены 12 бумажных листков, с написанными на них названиями песен, однако композиций на Are You Passionate? только 11; «Gateway of Love» не вошла в альбома, хоть и исполнялась музыкантом на концертах.

## Отзывы
Are You Passionate? получил смешанные отзывы. Стивен Томас Эрльюин из Allmusic заметил, что вместо «свежего звучания вышло нечто совершенно запутанное и бесцельное». Алексис Петридис из The Guardian в оправдание исполнителя сказал, что «альбом представляет собой смелую попытку попробовать что-то новое». Благосклонней всего к Are You Passionate? отнёсся Грэг Кот из Rolling Stone: «Как и большинство альбомов, это — медленно-жгущее очарование, как и подобает наследию человека во фланелевой рубашке». Are You Passionate? занял 10 место в чарте Billboard 200.

## Список композиций
| №   | Название                       | Длительность |
| --- | ------------------------------ | ------------ |
| 1.  | «You're My Girl»               | 4:41         |
| 2.  | «Mr. Disappointment»           | 5:26         |
| 3.  | «Differently»                  | 6:04         |
| 4.  | «Quit (Don't Say You Love Me)» | 6:02         |
| 5.  | «Let's Roll»                   | 5:54         |
| 6.  | «Are You Passionate?»          | 5:08         |
| 7.  | «Goin' Home»                   | 8:49         |
| 8.  | «When I Hold You in My Arms»   | 4:44         |
| 9.  | «Be With You»                  | 3:32         |
| 10. | «Two Old Friends»              | 6:15         |
| 11. | «She's a Healer»               | 9:08         |